# Consiglio Cantonale dei Giovani
Il Consiglio Cantonale dei Giovani è il parlamento giovanile del Canton Ticino ed ha funzione consultiva riconosciuta dall'art. 14 della Legge sul sostenimento e il coordinamento delle attività giovanili (Legge Giovani) del Canton Ticino.
Esso è aperto a tutti i giovani residenti in Ticino ed aventi tra i 15 ed i 19 anni, e si occupa ogni anno di una tematica differente, scelta ed affrontata dai partecipanti in base al principio dell'autodeterminazione. Il Consiglio è stato istituito dal cantone attraverso l'Ufficio Giovani del Dipartimento della Sanità e della Socialità (DSS) ed è quindi dallo stesso cantone riconosciuto e sostenuto finanziariamente. 

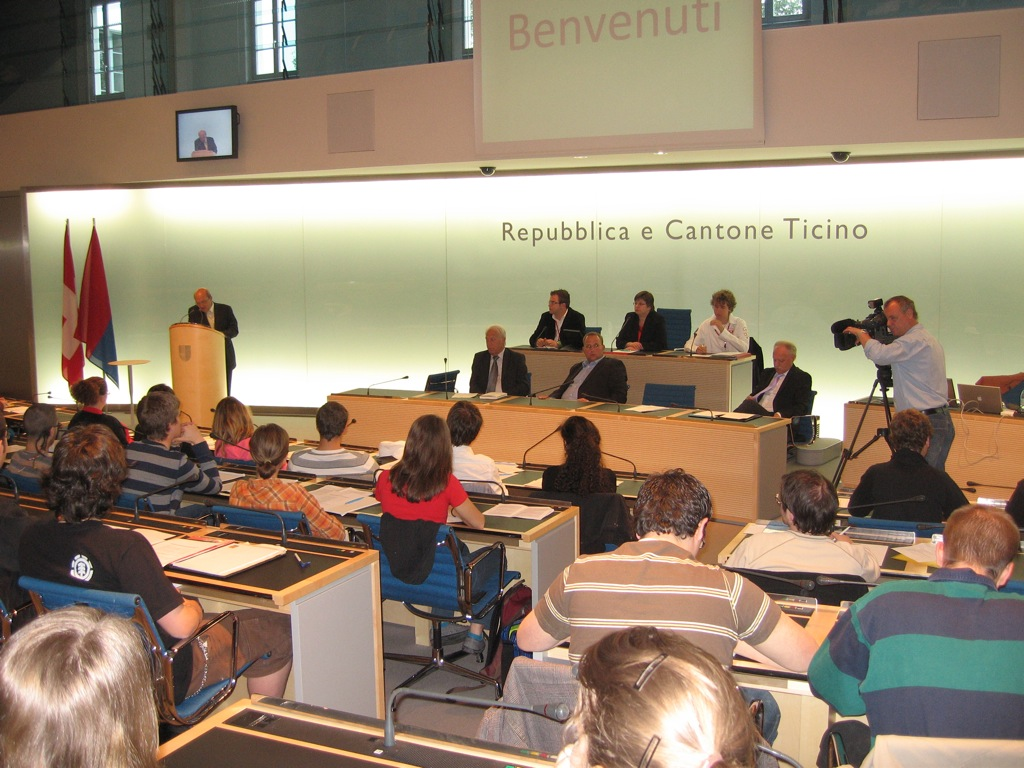
Un'assemblea plenaria (2008). Nell'immagine sono visibili il Presidente del Consiglio di Stato, Luigi Pedrazzini, il Cancelliere dello Stato, Giampiero Gianella, il Direttore della Divisione scuola, Diego Erba, la Vicesindaco di Locarno, Tiziana Zaninelli, il Presidente del Gran Consiglio, Norman Gobbi e i membri di Comitato Stefano Lappe e Andrea Sussigan.

## Gli scopi del Consiglio
L'istituzione del Consiglio Cantonale dei Giovani è volta a perseguire obiettivi di natura politica, sociale ed educativa. Esso è stato infatti concepito come mezzo per favorire la partecipazione dei giovani alla vita politica e per avvicinarli ai meccanismi democratici e decisionali, come luogo d'incontro e di scambio di idee fra i giovani e tra questi e le autorità, come occasione per i giovani per approfondire le proprie conoscenze sul tema trattato. Sostanzialmente il Consiglio offre ai giovani la possibilità di esprimersi liberamente, di collocarsi in seno alla società e di confrontarsi con i suoi meccanismi e le sue regole democratiche.

## I momenti del Consiglio
I "lavori" del Consiglio Cantonale dei Giovani consistono in tre fasi:
- Le giornate preparatorie: una o più giornate, caratterizzate da audizioni di esperti sul tema dell'anno, dibattiti e lavori a gruppi, in cui i partecipanti studiano ed approfondiscono la tematica in esame.
- L'Assemblea plenaria: riunione dell'assemblea nella Sala del Gran Consiglio di Bellinzona, caratterizzata da un dibattito tra i partecipanti che sfocia nella redazione ed approvazione di una risoluzione, contenente le proposte e le rivendicazioni dell'assemblea, ed indirizzata al Consiglio di Stato (che dal canto suo si impegnerà a risponderle).
- L'incontro con i rappresentanti del Consiglio di Stato: giornata in cui l'assemblea dapprima analizza e discute le risposte ricevute dal Consiglio di Stato, quindi sottopone le sue domande ed osservazioni ai rappresentanti del Consiglio di Stato e da ultimo prende ufficialmente posizione tramite la stesura ed approvazione di un'ulteriore risoluzione.

## Struttura organizzativa
Il Consiglio Cantonale dei Giovani si compone dell'Assemblea plenaria, del Comitato organizzativo e di un Segretario.
L'Assemblea plenaria è composta da tutti i giovani iscritti al Consiglio e aventi partecipato alle giornate preparatorie. Ad essa spettano tutte le decisioni prese dal Consiglio, salvo quelle di natura organizzativa, che sono prese dal Comitato.
Il Comitato, composto da giovani provenienti da tutto il cantone, ha il compito di coordinare i lavori e organizzare le tre giornate, mentre il Segretario, oltre a convocare il comitato ed occuparsi delle sue decisioni, funge da supporto per tutte le questioni logistiche, organizzative ed amministrative.

## Storia
Il Consiglio Cantonale dei Giovani è istituito per la prima volta nel 2001, con il nome di Forum Cantonale dei Giovani, dopo che l'Ufficio Giovani viene incaricato nel 1998 dal Consiglio di Stato di redigere un progetto per la realizzazione di un “parlamento consuntivo per i giovani ticinesi”. L'idea di un tale progetto nel Canton Ticino, ispirata al modello della Sessione Federale dei Giovani, risale al 1996, quando Fulvio Pezzati, allora deputato al Gran Consiglio ticinese per il Partito Popolare Democratico, presenta una mozione indirizzata al Consiglio di Stato per la “Costituzione di un Consiglio consultivo per giovani”.
Nell'anno 2005 l'allora Forum Cantonale dei Giovani viene ancorato alla Legge sul sostegno e il coordinamento delle attività giovanili (legge giovani), come richiesto dal Forum stesso nella risoluzione elaborata nella sua seconda edizione. Nello stesso anno, su decisione del Gran Consiglio ticinese, il Forum Cantonale dei Giovani assume il nuovo nome di Consiglio Cantonale dei Giovani.
Dopo che due edizioni del Consiglio Cantonale dei Giovani –quella del 2005 e quella del 2006– non vengono portate a termine a causa di problemi organizzativi all'interno del comitato, l'Ufficio del sostegno a enti e attività per le famiglie e i giovani (Ufficio Giovani) decide di attribuire il compito di organizzare il Consiglio Cantonale dei Giovani ad uno o più enti privati operanti nel campo delle attività giovanili.